# Moutnice
Moutnice (in tedesco Mautnitz) è un comune della Repubblica Ceca facente parte del distretto di Brno-venkov, in Moravia Meridionale.